# Peskó Zoltán (zeneszerző)
Peskó Zoltán (Budapest, 1937. február 15. – Budapest, 2020. március 31.) magyar származású karmester, zeneszerző.

## Élete, munkássága
Peskó Zoltán egyházzenész családba született. Édesapja, id. Peskó Zoltán (1903–1967) és testvére, Peskó György (1933–2002) orgonaművészek.
Szülővárosában végezte iskoláit, és 1962-ben a Liszt Ferenc Zeneművészeti Főiskolán szerzett zeneszerzői diplomát. Ezután a Nemzeti Színházban volt karmester, és tanított a Színház- és Filmművészeti Főiskolán. 1964-ben nem tért haza nyugatról, akkori kifejezéssel disszidens lett. Tanulmányait külföldön, Olaszországban és Svájcban folytatta. Goffredo Petrassinál zeneszerzést  tanult, a karmester-mesterséget pedig Sergiu Celibidache, Pierre Boulez és Franco Ferrara mellett tökéletesítette.
Karmesterként 1965-ben debütált egy, a római RAI-zenekar élén vezényelt hangversenyen. 1966 és 1973 között Lorin Maazel mellett dolgozott a berlini Deutsche Staatsoper karmestereként, és tanított a Hochschule für Musikon. 1970-ben mutatkozott be Olaszországban, a milánói Scalában vezényelt, és elindult nemzetközi karrierje: vezényelte a Berlini Filharmonikus Zenekart, a BBC Szimfonikus Zenekarát és az amszterdami Royal Concertgebouw Zenekart, de a világ számos városában megfordult.
Pályájának súlyponti részét az operadirigálás jelenti, noha a világ nagy szimfonikus zenekarai élén is gyakran fellép. Repertoárjára a széles merítés a jellemző, és szívesen adja elő magyar szerzők  – Bartók Béla, Kodály Zoltán, Veress Sándor, Ligeti György, Kurtág György, Szőllősy András és Eötvös Péter – műveit is. Mindemellett a 20. századi olasz zene elkötelezett előadója is (Luigi Dallapiccola, Goffredo Petrassi, Bruno Maderna, Luciano Berio, Luigi Nono, Giacinto Scelsi).
1973-ban a bolognai Teatro Comunale vezető karmestere lett, majd 1976-ban és 1977-ben a velencei Teatro La Fenice, majd 1978-tól 1983-ig a RAI milánói szimfonikus zenekarának, 1996–2000 között pedig a düsseldorf–duisburgi Deutsche Oper am Rhein vezetője volt. 2001-től 2005-ig a lisszaboni Operaház főzeneigazgatójaként és a Portugál Szimfonikus Zenekar vezető karmesterekét dolgozott.
Számos lemezfelvétele készült a CBS-nél, a Sonynál, a Supraphonnál és más kiadóknál. Zeneelméleti szakíróként is ismert, írásai különböző zenei folyóiratokban jelentek meg, különösen fontosak az új olasz zene témájával foglalkozó munkái. A Luganói-tó mellett, Neggióban él. Sokszor szerepelt Magyarországon is. 2009-től 2011-ig a pécsi Pannon Filharmonikusok zeneigazgatója volt.

## Díjai, elismerései
- Deutscher Schallplattenpreis (1993. augusztus)
- Bartók Béla–Pásztory Ditta-díj (2007)

## Írásai
- Peskó Zoltán: Zenéről, színházról, zenés színházról. Szerk. Győri László. Budapest: Rózsavölgyi és társa. 2009.  ISBN 978-963-88317-9-8